# Höherer Dienst
Der höhere Dienst (hD) – in einigen Bundesländern auch Zweites Einstiegsamt der zweiten Laufbahngruppe bzw. Qualifikationsebene 4 – ist die höchste Laufbahngruppe für Beamte in der Bundesrepublik Deutschland.

## Voraussetzungen
Voraussetzung für die Verleihung eines Amtes einer Laufbahn des höheren Dienstes ist die Laufbahnbefähigung. Diese wird erlangt erstens durch die Erfüllung bestimmter Bildungsvoraussetzungen, in der Regel ein mit Master abgeschlossenes Hochschulstudium oder ein gleichwertiger Abschluss. Zweite Voraussetzung ist ein mit einer Laufbahnprüfung erfolgreich abgeschlossener (meist zweijähriger) Vorbereitungsdienst, meist als Beamter auf Widerruf oder eine hauptberufliche Tätigkeit einer bestimmten Dauer (meist mindestens zwei Jahre und sechs Monate), die nach Fachrichtung und Schwierigkeit der Tätigkeit eines Beamten der Laufbahn entsprechen muss.
Voraussetzung für die Einstellung in einen Vorbereitungsdienst oder eine Laufbahn besonderer Fachrichtung des höheren Dienstes ist ein mit einem einschlägigen Master oder gleichwertigem Abschluss absolviertes Studium (Universität, Technische Universität, Technische Hochschule, Gesamthochschule, Fachhochschule, Musik- oder Kunsthochschule). Zu den äquivalenten Abschlüssen zählen beispielsweise ein Universitäts-Diplom, ein Magister und eine bestandene sogenannte Erste Staatsprüfung mit einer Regelstudienzeit von mindestens acht Semestern. Das Masterstudium an Fachhochschulen muss hierbei akkreditiert sein.
Diese Regelungen gelten regelmäßig auch für den allgemeinen Verwaltungsdienst; die klassische Juristenausbildung ist grundsätzlich keine zwingende Zugangsvoraussetzung zu Positionen des höheren Dienstes. Das Bestehen der zweiten juristischen Staatsprüfung vermittelt den „Volljuristen“ allerdings nicht nur die Befähigung zum Richteramt, sondern auch die Befähigung zum höheren nichttechnischen Verwaltungsdienst.
Daneben haben einige Länder Regelungen getroffen und Hochschulen spezielle Bildungsprogramme auf Masterniveau entwickelt, mit denen – unter gewissen Voraussetzungen – zugleich die Laufbahnbefähigung erworben wird (so z. B. beim Studiengang Öffentliches Management an der Universität Kassel oder dem Master of Business Administration – Betriebswirtschaft für New Public Management an der Fachhochschule Dortmund in Kooperation mit der Fachhochschule für öffentliche Verwaltung Nordrhein-Westfalen). Darüber hinaus ist weiterhin ein Leistungsaufstieg aus dem gehobenen Dienst möglich. Beschäftigte der unmittelbaren und mittelbaren Bundesverwaltung (Deutschland) können die Bildungsvoraussetzung und – unter gewissen Voraussetzungen – zugleich die Laufbahnbefähigung für den höheren nichttechnischen Verwaltungsdienst durch das Studium Master of Public Administration an der Hochschule des Bundes für öffentliche Verwaltung erwerben.
Die Kultusministerkonferenz und die Innenministerkonferenz hatten 2002 beschlossen, die Masterabschlüsse von Universitäten und die akkreditierten Masterabschlüsse von Fachhochschulen als allgemeine Zugangsvoraussetzung für den Einstieg in eine Beamtenlaufbahn des höheren Dienstes anzuerkennen. Aufgrund der guten Erfahrungen mit der Akkreditierung von Studiengängen regte die Innenministerkonferenz an, auf eine gesonderte Eignungsfeststellung zu verzichten und zumindest allen akkreditierten Masterabschlüssen den Zugang zum höheren Dienst beziehungsweise zum Vorbereitungsdienst (Referendariat) zu gewähren. Nach Beschluss von Kultusministerkonferenz und Innenministerkonferenz trat am 1. Januar 2008 eine geänderte Vereinbarung (siehe Weblinks) in Kraft.
Die bisherige Graduierung bzw. das Diplom einer Fachhochschule sowie ein Bachelorabschluss (nach meist sechs- oder siebensemestriger Regelstudienzeit) ist somit weiterhin regelmäßig keine hinreichende Qualifikation für die Zulassung zum Referendariat. In Lehrerberufen ist die Befähigung für das Lehramt an Grundschulen, Hauptschulen, Realschulen, Sonderschulen oder für die Sekundarstufe I, die an einer Pädagogischen Hochschule oder Universität erworben wird, dem gehobenen Schuldienst zugeordnet.
Niedersachsen
Nach dem Niedersächsischen Beamtengesetz (NBG), das am 1. April 2009 in Kraft getreten ist, erfolgt die Übernahme in den Höheren Dienst des Landes Niedersachsen entweder, mit Ausnahme bei Juristen, über den mit einer bestandenen „Zweiten Staatsprüfung“ abgeschlossenen Vorbereitungsdienst (Referendariat) oder gegebenenfalls mit dem Nachweis einer mindestens dreijährigen Berufserfahrung, die innerhalb oder außerhalb des öffentlichen Dienstes erworben worden sein kann (§ 14 NBG, Zugang zu den Laufbahnen). Die Altersgrenze für die Verbeamtung im Höheren Dienst liegt in Niedersachsen bei 45 Jahren. Fachliche Voraussetzung für den Zugang zum Höheren Dienst ist der Masterabschluss „oder ein vergleichbarer Hochschulabschluss“ (Magister, Diplom). Für die Lehrer ist in Niedersachsen am 1. Juni 2010 eine „Laufbahnverordnung Bildung“ in Kraft getreten, die eine Verbeamtung und damit auch die Ernennung zum Studienrat für das höhere Lehramt an Gymnasien, Gesamt- oder Berufsschulen ohne Referendariat ermöglicht.

## Abgrenzung zu anderen öffentlich-rechtlichen Dienstverhältnissen
Richter erfüllen als Volljuristen zwar die Zugangsvoraussetzungen zum höheren Dienst; sie sind aber keine Beamte. Ihr öffentlich-rechtliches Dienstverhältnis kennt keine Einteilung in Laufbahnen und sichert ihnen besondere Unabhängigkeit (zur Besoldung siehe Besoldungsordnung R).
Ebenso werden Offiziere ab Major aufwärts (also Stabsoffiziere und Generäle) sowie Stabsärzte dem höheren Dienst entsprechend besoldet. Da es sich bei ihrem Dienstverhältnis jedoch nicht um ein Beamtenverhältnis, sondern um ein Wehrdienstverhältnis handelt, werden sie nicht zum höheren Dienst gezählt. Sie werden außerdem in Dienstgradgruppen eingeteilt. Mithin unterscheiden sich sowohl der rechtliche Status als auch die obligatorischen (Bildungs-)Voraussetzungen und typischen, dienstlichen Tätigkeiten vom höheren Dienst der Beamten.

## Vorbereitungsdienst
Die Ausbildung im höheren Dienst erfolgt in der Regel in Form eines in der Regel zweijährigen verwaltungsinternen Vorbereitungsdienstes (Referendariat), es sei denn, die Laufbahnbefähigung wird anderweitig, etwa im Rahmen eines Aufstiegsverfahrens mit integriertem Studium (z. B. Studium zum Master of Public Administration an der Hochschule des Bundes für öffentliche Verwaltung), erworben. Alternativ zu einem Vorbereitungsdienstes kann die Laufbahnbefähigung auch durch eine einschlägige hauptberufliche Tätigkeit nachgewiesen werden. In diesem Fall ist ein Direkteinstieg in den höheren Dienst als Beamter auf Probe ohne vorherige Laufbahnprüfung oder Vorbereitungsdienst möglich. Je nach Umfang der Qualifikation kann dabei die Einstellung auch in ein höheres Amt als das Eingangsamt erfolgen.
Referendare im Vorbereitungsdienst stehen oftmals in einem Beamtenverhältnis auf Widerruf. Sollte der Vorbereitungsdienst auch Voraussetzung für einen Beruf außerhalb des öffentlichen Dienstes sein oder werden die beamtenrechtlichen Voraussetzungen für die Berufung in ein Beamtenverhältnis nicht erfüllt, kann der Vorbereitungsdienst auch in einem öffentlich-rechtlichen Ausbildungsverhältnis stattfinden. Ersteres ist in der Juristenausbildung in Deutschland (Rechtsreferendariat) in allen Bundesländern mit Ausnahme Mecklenburg-Vorpommerns der Fall, weil der Vorbereitungsdienst Voraussetzung ist, um Rechtsanwalt zu werden. Letzteres kann z. B. in der Lehrerausbildung bei Personen ohne Staatsangehörigkeit eines Mitgliedslandes der Europäischen Union oder des Europäischen Wirtschaftsraumes vorkommen.
Während Referendare früher regelmäßig in einem Beamtenverhältnis auf Widerruf standen und Anwärterbezüge erhielten, finden die Ausbildungen in den meisten Bundesländern aus finanziellen Gründen nicht mehr im Beamtenverhältnis, sondern in einem öffentlich-rechtlichen Ausbildungsverhältnis statt. Nach dem Abschluss des Referendariats folgt eine beamtenrechtliche Probezeit von grundsätzlich drei Jahren, die verkürzt und verlängert werden kann.
In bestimmten Fällen ist der Vorbereitungsdienst (Referendariat) auch für Berufe außerhalb des Staatsdienstes Voraussetzung, z. B. bei Juristen. Denn das zweite juristische Staatsexamen als Zugangsvoraussetzung für den höheren nichttechnischen Dienst ist zugleich Voraussetzung für die Befähigung zum Richteramt, die ihrerseits Bedingung für eine Zulassung als Rechtsanwalt ist.
In einigen Sonderlaufbahnen (Laufbahnen besonderer Fachrichtung), in welchen nur wenig Beamte verwendet werden, wird sogar ganz auf die Laufbahnprüfung am Ende des Vorbereitungsdienstes verzichtet. Die Laufbahnbefähigung wird hierbei von der zuständigen Behörde festgestellt. In der Regel ist dies die oberste Dienstbehörde des jeweiligen Landes oder des Landespersonalausschusses, mindestens aber im Benehmen mit diesem; für Bundesbeamte nimmt der Bundespersonalausschuss die Aufgabe wahr.
Während des Vorbereitungsdienstes ist die Dienstbezeichnung Referendar mit einem die Laufbahn kennzeichnenden Zusatz, z. B. Bau- oder Vermessungsreferendar. Mit dem erfolgreichen Abschluss des Vorbereitungsdienstes kann rechtlich vorgesehen sein, dass die Bezeichnung Assessor geführt werden darf, ggf. ebenfalls mit einem spezifischen Zusatz (z. B. Bauassessor). Nach erfolgreich abgeschlossenem Vorbereitungsdienst bzw. Referendariat und der Übernahme in ein Beamtenverhältnis auf Probe bekommt der Beamte unmittelbar das Eingangsamt zugewiesen. In einigen Ausnahmefällen erhält der Beamte erst nach erfolgreichem Durchlaufen dieser Probezeit das Eingangsamt verliehen. Diese Regelung war früher üblich, ist jedoch inzwischen weitestgehend weggefallen.
Bis zum 1. April 2009 gab es im Beamtenrecht eine Unterscheidung zwischen der Einstellung (Beschäftigungsbeginn) und der Anstellung (Ende der Probezeit, spätestens bei Ernennung zum Beamten auf Lebenszeit). Daher wurde während der Probezeit als Dienstbezeichnung die Amtsbezeichnung des Eingangsamtes mit dem Zusatz zur Anstellung geführt. Durch das Beamtenstatusgesetz wurde die Unterscheidung von Anstellung und Einstellung abgeschafft. Die Dienstbezeichnung in der Probezeit entspricht nun der Amtsbezeichnung im Eingangsamt oder ist teilweise Assessor.

## Eingerichtete Laufbahnen
Beim Bund sind folgende Laufbahnen in der Laufbahngruppe des höheren Dienstes eingerichtet (§ 6 Abs. 2 BLV):
- höherer nichttechnischer Verwaltungsdienst
- höherer technischer Verwaltungsdienst
- höherer sprach- und kulturwissenschaftlicher Dienst
- höherer naturwissenschaftlicher Dienst
- höherer agrar-, forst- und ernährungswissenschaftlicher sowie tierärztlicher Dienst
- höherer ärztlicher und gesundheitswissenschaftlicher Dienst
- höherer sportwissenschaftlicher Dienst
- höherer kunstwissenschaftlicher Dienst

## Besoldungsgruppen und Amtsbezeichnungen

### Besoldungsordnung A
Die Einstiegsbesoldungsgruppe ist A 13. Amtsbezeichnungen der Besoldungsgruppen A 13 bis A 16 werden am häufigsten verliehen:
- A 13: Rat (z. B. Akademischer Rat, Archivrat, Baurat, Bibliotheksrat, Brandrat, Bundesbahnrat, Bundesbankrat, Bundesfernstraßenrat, Forstrat, Kriminalrat, Medizinalrat, Medizinalrat bei der Bundesagentur für Arbeit, Medizinalrat bei der Bundespolizei, Polizeirat, Postrat, Rat bei der Bundesagentur für Arbeit, Regierungsrat, Studienrat, Technischer Bundesfernstraßenrat, Technischer Rat bei der Bundesagentur für Arbeit, Technischer Regierungsrat, Verwaltungsrat, Wissenschaftlicher Rat), Militärpfarrer

- A 14: Oberrat (z. B. Oberbaurat, Oberregierungsrat/Regierungsoberrat, Oberrechtsrat, Technischer Oberregierungsrat, Oberverwaltungsrat, Oberstudienrat, Akademischer Oberrat, Polizeioberrat, Kriminaloberrat, Brandoberrat, Obermedizinalrat, Forstoberrat), Militärpfarrer
- A 15: Direktor (z. B. Baudirektor, Regierungsdirektor, Rechtsdirektor, Technischer Regierungsdirektor, Verwaltungsdirektor, Studiendirektor, Akademischer Direktor, Polizeidirektor, Kriminaldirektor, Branddirektor, Forstdirektor, Medizinaldirektor), Militärdekan
- A 16: Leitender Direktor (z. B. Leitender Baudirektor, Leitender Regierungsdirektor, Leitender Technischer Regierungsdirektor, Leitender Verwaltungsdirektor, Oberstudiendirektor, Leitender Akademischer Direktor, Leitender Polizeidirektor, Leitender Kriminaldirektor, Leitender Branddirektor, Leitender Forstdirektor, Leitender Medizinaldirektor), Leitender Militärdekan

Die genannten Begriffe sind sogenannte Grundamtsbezeichnungen, die mit einem Zusatz auf die Laufbahn versehen werden (nähere Einzelheiten hierzu sind im Artikel Amtsbezeichnung zu finden). Im unmittelbaren Bundes- und Landesbereich verbreitet ist der Zusatz Regierungs-, in Kommunalverwaltungen der Zusatz Gemeindeverwaltungs-, Stadtverwaltungs-, Kreisverwaltungs-, Magistrats- oder Verwaltungs-.
Bei Kreisen, Städten und Gemeinden ist der Einschub -verwaltungs- den Amtsbezeichnungen des höheren Dienstes vorbehalten, z. B. Gemeindeverwaltungsrat (nicht Gemeinderat!) oder Stadtverwaltungsdirektorin (nicht Stadtdirektorin!), aber Magistratsrat; der gehobene und mittlere Dienst führt den Einschub nicht (z. B. Kreisamtfrau oder Stadtsekretär). Für einige Laufbahnen gibt es besondere Zusätze, z. B. Studien-, Vermessungs-, Polizei-, Kriminal-, Gewerbe-, Forst-, Sozial-, Bau-, Chemie-, Astronomie-, Bibliotheks- und Akademischer Rat. Der Zusatz wird teilweise der Grundamtsbezeichnung vorangestellt (Regierungsrat, Regierungsdirektor), teilweise aber auch in sie eingefügt (Oberregierungsrat, vgl. aber auch Regierungsoberrat in Brandenburg, Hessen, Sachsen-Anhalt, Sachsen, Saarland und Nordrhein-Westfalen).
In manchen Verwaltungszweigen gibt es indes völlig eigenständige Amtsbezeichnungen (Sonderamtsbezeichnungen). In der Folge für A 13 bis A 16 lauten sie z. B.
- im Auswärtigen Dienst (Zentrale und Verwaltungsdienstposten Ausland): Legationsrat, Legationsrat Erster Klasse, Vortragender Legationsrat, Vortragender Legationsrat Erster Klasse
- im Auswärtigen Dienst (konsularischer und diplomatischer Dienstposten im Ausland): Konsul; Konsul Erster Klasse; Botschaftsrat, Gesandter, Generalkonsul, Botschafter (alle A 15); Botschaftsrat Erster Klasse, Gesandter, Generalkonsul, Botschafter (alle A 16)
- im Museumsdienst: Kustos, Oberkustos, Hauptkustos, Museumsdirektor
- in der Denkmalpflege (teilweise auch bei Museen): Konservator, Oberkonservator, Hauptkonservator, Landeskonservator

Die Ämter zwischen A 13 und A 16 müssen nach § 9 Abs. 2 BLV von Bundesbeamten regelmäßig durchlaufen werden. Ein Bundesbeamter kann also nicht vom Rat (A 13) zum Direktor (A 15) „sprungbefördert“ werden.
Daneben werden je nach gesetzlicher Vorgabe von Bund und Ländern auch Ämter verliehen, die es sowohl in der Besoldungsordnung A als auch B gibt. Beispiel ist der Ministerialrat, den es bundesrechtlich sowohl in der A 16 als auch der B 3 gibt. Es gibt auch Ämter, die es in mehreren Besoldungsgruppen der Besoldungsordnung B gibt, bspw. den Abteilungspräsidenten, den es bundesrechtlich sowohl in der B 2 als auch der B 3 gibt. Das Amt Leitender Regierungsdirektor gibt es bundesrechtlich nur in der A 16, wohingegen Landesrecht einigen Leitenden Direktoren auch die Besoldungsgruppen B 2 (in NRW z. B. als Leitung eines großen und bedeutenden Amtes der Verwaltung einer Stadt mit mehr als 100 000 Einwohnern) und B 3 (in NRW als Leitung eines besonders großen und besonders bedeutenden Amtes der Verwaltung einer Stadt mit mehr als 600 000 Einwohnern sowie der Landeshauptstadt Düsseldorf) öffnet.
Schließlich gibt es im höheren Dienst der Besoldungsordnung A einige singuläre Ämter, wie etwa Direktor des Geheimen Staatsarchivs der Stiftung Preußischer Kulturbesitz (A 16).

### Besoldungsordnung B
Mit Ausnahme der Besoldungsgruppe B 1, die der A 15 in der Endstufe entspricht, sind in der Besoldungsordnung B die Ämter des Spitzenpersonals des öffentlichen Dienstes zu finden.
Die Besoldung aller nach B 2 aufwärts eingestuften Ämter ist höher als die der Ämter nach der Besoldungsordnung A. Nur ein Bruchteil der Beamten des höheren Dienstes erreicht im Laufe ihrer Karriere Ämter, die nach B 2 aufwärts eingestuft sind. Das Erreichen solcher Ämter bedeutet daher eine Karriere, die eher außergewöhnlich erfolgreich verläuft. Man sollte beim Eintritt in den höheren Dienst des Bundes nicht davon ausgehen, solche Ämter erreichen zu können. Oftmals bedarf es neben einer herausragenden Qualifikation auch der Übereinstimmung mit den Grundlinien der Politik der Leitungen der obersten Bundesbehörden, wenngleich nur ein geringer Teil der B-besoldeten Beamten „politische Beamte“ im Sinne von § 54 Bundesbeamtengesetz sind.
Im Gegensatz zur Bundesbesoldungsordnung A (mit gestaffelten Bezügen je nach Dienstalter) gelten in der Bundesbesoldungsordnung B feste Bezüge. Die Ämter dieser Besoldungsordnung brauchen nicht regelmäßig durchlaufen zu werden. Ein Ministerialrat (B 3) kann also direkt zum Ministerialdirektor (B 9) befördert werden. In diese Besoldungsordnung gehören nach der Anlage I zum Bundesbesoldungsgesetz, die durch das Besoldungsstrukturenmodernisierungsgesetz 2019 grundlegend überarbeitet wurde, beispielsweise folgende Ämter:
- B 1: Direktor und Professor (innerhalb von bestimmten Behörden mit wissenschaftlichen Aufgaben),
- B 2: Abteilungspräsident (bspw. beim Bundessprachenamt), Direktor beim... (bspw. beim Bundesamt für Infrastruktur, Umweltschutz und Dienstleistungen der Bundeswehr)
- B 3: Abteilungsdirektor (bspw. beim Bundesamt für den Militärischen Abschirmdienst),  Botschafter, Ministerialrat (oberste Bundesbehörden, Bundeseisenbahnvermögen)
- B 4: Erster Direktor (nur bei einigen wenigen Behörden),  Vizepräsident (wenn das Amt des Präsidenten nach B 7 eingestuft wird), Präsident (kleinere Bundesämter)
- B 5: Generaldirektor (Leiter weniger Behörden), Präsident (kleinere Bundesbehörden)
- B 6: Präsident (mittlere Bundesbehörden), Ministerialdirigent (Unterabteilungsleiter in Bundesministerien)
- B 7: Präsident (größere Bundesbehörden)
- B 8: Präsident (größere Bundesbehörden), Direktor (bei großen Bundesbehörden)
- B 9: Ministerialdirektor (als Abteilungsleiter in Bundesministerien), Präsident großer Bundesbehörden (z. B.: Bundesamt für das Personalmanagement der Bundeswehr)
- B 10: Ministerialdirektor (als stellvertretender Chef des Presse- und Informationsamtes der Bundesregierung, als stellvertretender Regierungssprecher und als leitender Beamter beim Beauftragten der Bundesregierung für Kultur und Medien, Präsident der Deutschen Rentenversicherung Bund)
- B 11: Staatssekretär (oberste Bundesbehörden), Präsident des Bundesrechnungshofes

### Besoldungsordnung R
Die Besoldungsgruppen der Staatsanwälte sind in der Besoldungsordnung R geregelt. Hierbei gibt es Unterschiede zwischen der Bundesbesoldungsordnung R und den einzelnen Landesbesoldungsordnungen. In die Bundesbesoldungsordnung gehören beispielsweise:
- R 1: auf Bundesebene gestrichen
- R 2: Vorsitzender Richter am Truppendienstgericht, Staatsanwalt beim Bundesgerichtshof
- R 3: Oberstaatsanwalt beim Bundesgerichtshof
- R 4: auf Bundesebene nicht belegt
- R 6: Bundesanwalt beim Bundesgerichtshof
- R 7: Bundesanwalt beim Bundesgerichtshof (in bestimmten Fällen)
- R 9: Generalbundesanwalt beim Bundesgerichtshof

### Besoldungsordnungen W und C
In der Besoldungsordnung W gibt es nur noch drei Besoldungsgruppen, und die Professoren von Fachhochschule und Universität sind formal gleichgestellt:
- W 1: Juniorprofessor
- W 2: Professor
- W 3: Professor (in der Regel mit einer leitenden Position, z. B. Lehrstuhlinhaber oder Institutsdirektor)

Eine Besonderheit der Besoldungsordnung W besteht darin, dass zumindest bei W 2 und W 3 zum Grundgehalt noch individuell ausgehandelte Leistungszulagen hinzukommen, die teils befristet, teils unbefristet gewährt werden.
Zur Besoldungsordnung C (auslaufend, seit 2002 ersetzt durch die Bundesbesoldungsordnung W) gehört(e) ein Teil des wissenschaftlichen Personals, vornehmlich Professoren, der Hochschulen:
- C 1: Wissenschaftlicher Assistent
- C 2: Oberassistent oder Wissenschaftlicher Rat, Professor
- C 3: Professor
- C 4: Universitätsprofessor oder Ordinarius (nicht an Fachhochschulen)